# Union internationale des groupes bibliques universitaires
L'Union internationale des groupes bibliques universitaires ou UIGBU (International Fellowship of Evangelical Students ou IFES en anglais) est une organisation chrétienne évangélique interconfessionnelle de groupes, clubs ou associations d'étudiants qui se réunissent dans des universités (ou à proximité) pour étudier la Bible. Ils existent depuis le début du XXe siècle et se réunissent actuellement sous une forme officielle associative dans 180 pays. Le siège de l'Union est à Oxford, au Royaume-Uni.

## Historique
Henry Scougal, un étudiant âgé de 15 ans en 1665, a formé un groupe de prière et de lecture de la Bible à l'université d'Aberdeen, au Royaume-Uni, alors que l’Écosse était influencé par la Réforme écossaise des églises . Dans les décennies qui ont suivi, d'autres groupes semblables se sont développés en Grande-Bretagne. Ces groupes ont fusionné pour former la Cambridge Inter-Collegiate Christian Union (en) en 1877 à l’université de Cambridge ,.
Au Royaume-Uni, la Oxford Inter-Collegiate Christian Union (en), fondée en 1879, est un des membres fondateurs du Student Christian Movement of Great Britain (en) (SCM) en 1892. Puis en 1928, des étudiants ont quitté la SCM en raison de différents sur des positions libérales et fondent l'Inter-Varsity Christian Fellowship, un des premiers GBU . Ce mouvement s'est établi au Canada en 1928 et aux États-Unis en 1941 .
La fondation officielle de l'Union internationale des groupes bibliques universitaires (International Fellowship of Evangelical Students) a lieu en 1947 à l'université Harvard aux États-Unis avec des GBU de divers pays,.
Les GBU sont présents dans 180 pays en 2023.

## Programmes
Des rencontres de groupe ont lieu chaque semaine afin d'échanger sur la Bible dans les universités. Ces groupes, d'orientation chrétienne évangélique, sont interconfessionnels,.
Certains GBU au niveau international sont engagés dans des actions humanitaires.

## Conventions internationales
Depuis 1987, les GBU organisent des rencontres internationales tous les quatre ans appelées "Assemblé mondiale", afin de réunir des étudiants et des représentants pour des temps de prière. Le Comité général se réunit également à cette même occasion.

### Liste des anciennes Assemblées Mondiales
Cette liste contient les anciennes Assemblées Mondiales.
1. 1987 Colombie
2. 1991 États-Unis
3. 1995 Kenya
4. 1999 Corée du Sud
5. 2003 Pays-Bas
6. 2007 Canada
7. 2011 Pologne
8. 2015 Mexico, Mexique
9. 2019 Durban, Afrique du Sud
10. 2023 Jakarta, Indonésie (2-10 août)